# Jean-Antoine Brisset
Pour les articles homonymes, voir Brisset.
Jean-Antoine Brisset, né le 21 septembre 1784 à Hirson et mort le 24 novembre 1856 à Paris est un médecin français, chirurgien-major sous le Premier Empire attaché au service de Masséna et fondateur de l'hôpital qui porte son nom à Hirson.
Il est enterré dans sa ville natale, à Hirson,,.

## Œuvres
- Jean-Antoine Brisset, Réflexions sur la vaccine et la variole, ayant pour but d'obtenir, par la vaccination, l'extinction complète de la petite-vérole. : première partie, dans laquelle est indiquée la cause primitive la plus probable de la variole, Mme Marcel, 1828, 263 p. (présentation en ligne)